# 双葉十三郎
双葉 十三郎（ふたば じゅうざぶろう、1910年10月9日 - 2009年12月12日）は、日本の映画評論家、翻訳家である。本名は小川 一彦（おがわ かずひこ）。ペンネームはトム・ソーヤーに由来する（双葉は「Sauyer」、十三は「Tom」をもじったもの）。

## 人物・来歴
東京府東京市出身。父は化学者の小川若三郎。幼少時から映画に熱中、映画館に入り浸り、映画三昧の日々を送っていた。
東京府立第八中学校（現在の東京都立小山台高等学校）時代から埼玉県立浦和中学校（現在の埼玉県立浦和高等学校）、東京帝国大学（現在の東京大学）に至る学生生活のあいだ書き留めた「映画ノオト」は数十冊に及んだ。
自身は辰野隆に傾倒し、仏文科へ進みたかったのだが、父・若三郎から「仏文に行ったら勘当する」と強硬に申し渡されたため、泣く泣く経済学部に入学した。
東京帝国大学経済学部卒業後、住友本社に勤務した。当時の住友は多士済々で、直属の上司に源氏鶏太（本名：田中 富雄）がいた。住友本社在職中から映画評論の世界に足を踏み入れ、のちに退社し映画評論家として一本立ちした。特に戦前の映画に対して造詣が深かった。同時に戦前・戦時中を通じて「敵性音楽」だったジャズ、とりわけビッグバンドジャズに傾倒していた。
戦後テレビ草創期時代の連続ヒットドラマの第1号で、最高視聴率が49％を越えた『日真名氏飛び出す』（電通社員、岡田三郎がプロデューサー格）の原案者としても知られる。「ドラッグストア」（薬局とカフェが一緒になった営業形態）を主人公の基地に設定した。
国産本格的連続テレビアニメ草創期の『遊星少年パピイ』では、原作者の1人（他の原作者との合同ペンネーム「吉倉正一郎」でクレジット）であった。
1985年に勲四等瑞宝章を受章し、2001年には菊池寛賞を受賞した。高齢になっても、口述筆記も含め映画評論家としての執筆は続けた。
2007年ごろまでは頻繁に試写にも通っていたが、2008年後半になって妻の小川富美子の入院とともに、本人も入院した。その後退院し、長男・小川光彦の介護を受けていたが、2009年12月11日に本人が体調不良を訴えたため徳洲会病院に運び込まれた。当番医の短時間の診察とイライラした口調での「どこも悪いところなんかない」との診断で帰された。翌12日未明、容体が急変し、居所近くの病院に搬送されたが、高齢により多臓器不全の状態を起こし、病院到着後には短時間で反応はなくなった。2009年12月12日、心不全のために死去した。99歳没。
なお、没後は妻の富美子（ピアニスト・教育者で、2013年6月没）の健康状態を考慮し、年内に葬儀・告別式を近親者のみで済ませた後、新しい年を迎え松の内が明けた2010年1月15日になってその死去を公表した。
その後開かれた「お別れの会」には多数の参加者が列席し、映画監督の大林宣彦が代表してスピーチを行った。

## エピソード

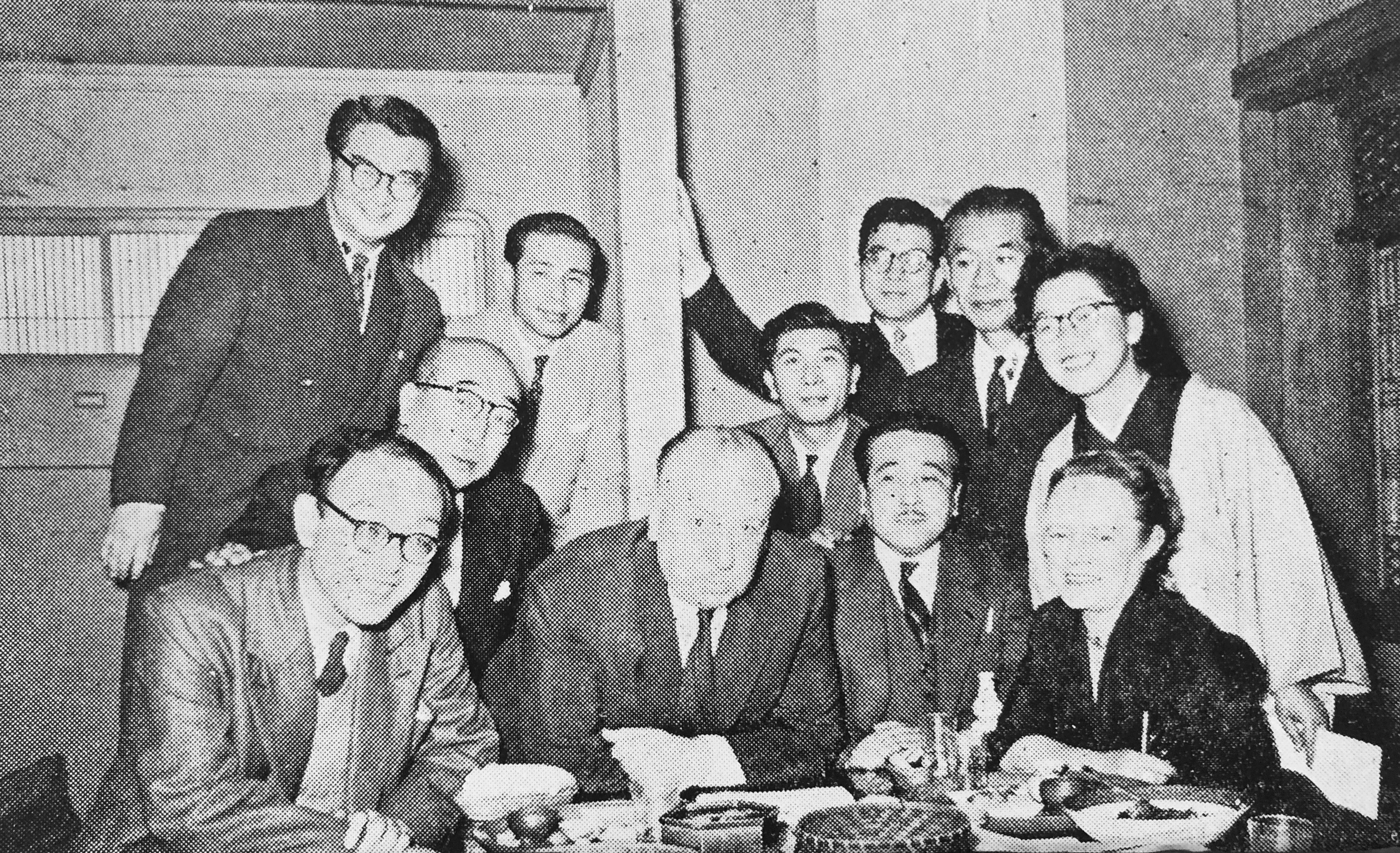
アルフレッド・ヒッチコック、江戸川乱歩、淀川長治、植草甚一らと（1955年）

江戸川乱歩と親交があり、レイモンド・チャンドラーなど探偵小説の翻訳や関連評論も多い。戦後の日本にアメリカのハードボイルド小説をいち早く紹介した第一人者であった（小鷹信光『私のハードボイルド』参照）。
淀川長治・清水俊二らと共に、長年にわたる宝塚歌劇団のファンでもあった。毎年正月には清水の自宅に宝塚のスター・那智わたるをはじめとする団員たちが訪れ、華やかなひと時を過ごした。
B級映画やSF・ホラーなどの娯楽作品も、積極的に評論したことでも知られる。雑誌『スクリーン』に40年以上連載された「ぼくの採点表」は、毎月B級のみならずC級映画にまで評論を展開して、☆20点や★5点を組み合わせてそれぞれの映画に採点をしていた。
数十年に及ぶ業績は瀬戸川猛資が企画・編集した『ぼくの採点表 西洋シネマ大系』全5冊に網羅されたが、瀬戸川没後は絶版で入手困難である。その後キネマ旬報社、文藝春秋などから続編、あるいはテーマ別に再編刊行され、また近代映画社で、抜粋ベスト版、ワークスと銘打ったシリーズが刊行された。2022年よりKindle版で電子出版されている。
落語家の立川談志は双葉に傾倒しており、談志本人の希望で対談が実現した時には、談志周辺のスタッフたちがそれまで見たことがないほど談志が緊張していた、という逸話が残っている。

## 主な著作
- 映画の魅力 雄鶏新書、1947年
- アメリカ映画史 名曲堂、1950年
- アメリカ映画史 白水社、1951年
- 今日のアメリカ映画 白水社、1952年
- アメリカ映画入門 三笠文庫、1953年
- 現代アメリカ映画作家論 白水社、1954年
- 映画入門 池田書店、1954年（映画文庫）
- 女優デカメロン ハリウッドの内幕 鱒書房（コバルト新書）、1955年
- 映画の学校 晶文社、1973年
- 映画の発見 藤森書店（文学芸術の本）、1977年9月
- 外国映画25年みてある記 ぼくの採点表 アメリカ編、近代映画社、1978年
- 外国映画25年みてある記 ぼくの採点表 ヨーロッパ編、同上
- ぼくの採点表 西洋シネマ大系 全4巻 トパーズプレス、1988-1991年 - 1960年代から80年代
- 日本映画批判 一九三二～一九五六 トパーズプレス、1992年8月
- ぼくの採点表 西洋シネマ大系別巻（戦前篇）トパーズプレス、1997年3月
- 20世紀ムーヴィーズ 西洋シネマ大系 ぼくの採点表「総索引」トパーズプレス、1997年5月
- ぼくの採点表 西洋シネマ大系 5 キネマ旬報社、2001年 - 1990年代
- 外国映画ぼくの500本 文春新書、2003年
- 日本映画ぼくの300本 文春新書、2004年
- 外国映画ハラハラドキドキぼくの500本 文春新書、2005年
- 愛をめぐる洋画ぼくの500本 文春新書、2006年
- 外国映画ぼくのベストテン50年 近代映画社、2007年
- ミュージカル洋画ぼくの500本 文春新書、2007年
- ぼくの特急二十世紀-大正昭和娯楽文化小史 文春新書、2008年

没後刊
- ぼくの採点表The Best＋The Final 近代映画社、2010年9月
- 双葉十三郎WORKS　近代映画社、2011-2013年。8巻目まで刊

## 翻訳
- アパッチ山脈の決戦 アーネスト・ヘイコックス スタア社、1940年
- 大いなる眠り レイモンド・チャンドラー、東京創元社、1956年、のち創元推理文庫
- 大いなる眠り Kindle版（グーテンベルク21）で電子出版、2021年